# Jair Bolsonaro
Jair Messias Bolsonaro (Glicério, 21 marzo 1955) è un politico ed ex militare brasiliano, 38º Presidente del Brasile dal 2019 al 2023.

## Biografia
Jair Bolsonaro è nato il 21 marzo 1955 a Glicério, nello stato di San Paolo, da Percy Geraldo Bolsonaro e Olinda Bonturi, entrambi di origine italiana. La famiglia di suo nonno paterno viene dal Veneto, più precisamente dal comune di Anguillara Veneta, in provincia di Padova. Il bisnonno, Vittorio Bolzonaro (il cognome era originariamente scritto con la Z al posto della S), nacque il 12 aprile 1878 e sposò Lucia D’Agostini, originaria del vicino comune di Masi (Padova). I genitori di Vittorio emigrarono in Brasile quando aveva dieci anni, insieme con la sorella Giovanna e con il fratello Tranquillo. Da parte di padre, Bolsonaro ha anche origini tedesche e calabresi: il bisnonno Carl "Carlos" Hintze nacque ad Amburgo intorno al 1876 e immigrò in Brasile nel 1883, mentre Luzia Caliò era di origine calabrese. Guido Bonturi e Argentina Pardini, nonni materni di Jair Bolsonaro, erano toscani di Lucca e immigrarono in Brasile negli anni novanta del XIX secolo.

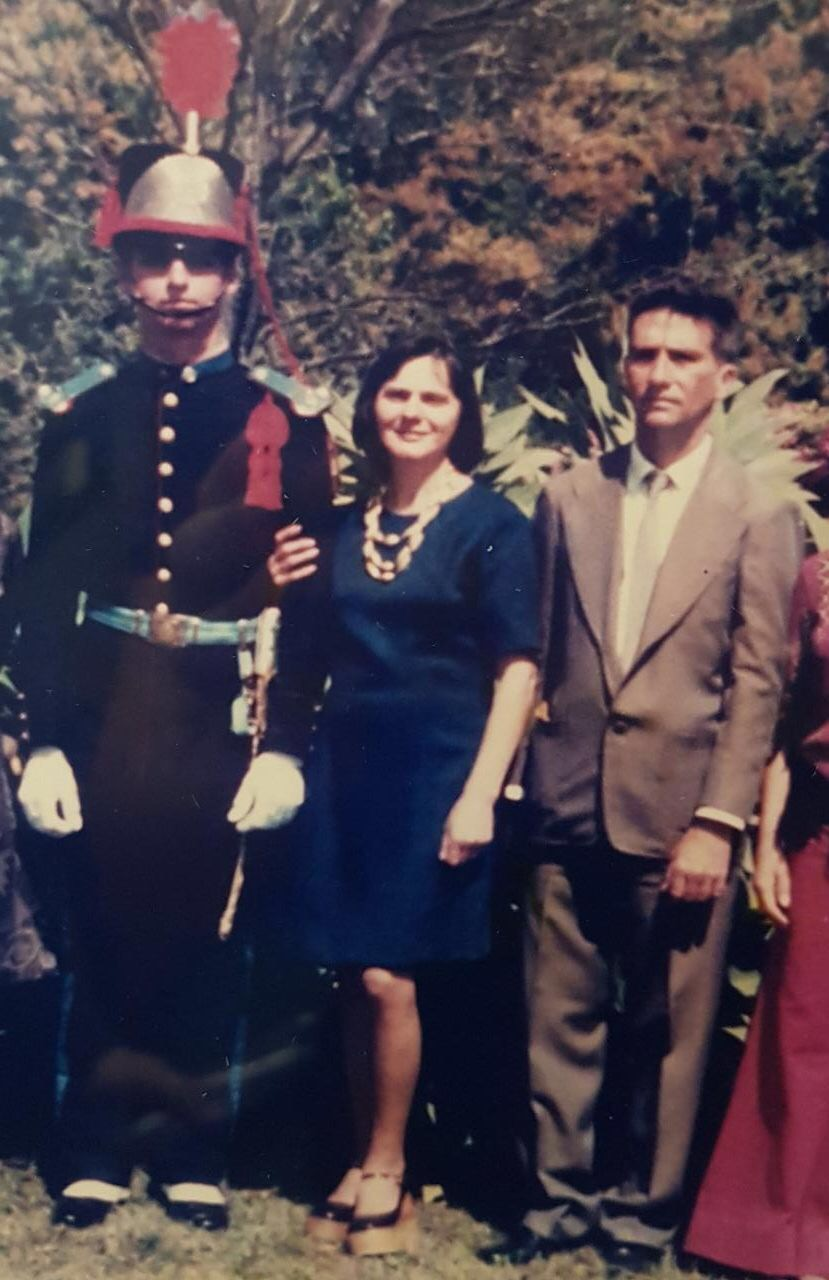
Jair con i suoi genitori, Olinda e Geraldo Bolsonaro, nel 1974, all'Academia Militar das Agulhas Negras

### Attività militare
Dopo la scuola superiore ha frequentato l'Academia Militar das Agulhas Negras a Resende, diplomandosi nel 1977 in artiglieria. Ufficiale di carriera, ha prestato servizio nei reparti di artiglieria e paracadutisti dell'Exército Brasileiro durante il periodo della dittatura militare durata fino al 1988.
Passato, con il grado di capitano, nel 1988 nella riserva, si candidò e fu eletto alcuni mesi dopo consigliere comunale a Rio de Janeiro.

### Deputato
È stato eletto membro della Camera dei Deputati la prima volta nel 1991, e più volte riconfermato, prima con il Partido Democrata Cristão, poi con il Partido da Frente Libera e infine con il Partito Sociale Cristiano.
Nel 1993, quando era un deputato federale, Bolsonaro fece un discorso che sconvolse diversi suoi colleghi: si disse estimatore del regime militare in Brasile (1964-1985) e dichiarò di non ritenere la democrazia in grado di risolvere i gravi problemi che affliggevano il paese.
Nel 2016 annunciò la sua precandidatura per le elezioni del 2018 per la presidenza della Repubblica nel Partito Sociale Cristiano, partito che però lasciò nel gennaio 2018.

### La vittoria alle elezioni presidenziali del 2018
Bolsonaro, nella sua attività politica, porta avanti convinzioni populiste e idee di estrema destra. Risulta primo nei sondaggi in previsione delle elezioni presidenziali del 2018 dopo l'esclusione dell'ex presidente Lula da Silva in quanto destinatario di una condanna giudiziaria, da cui verrà in seguito scagionato. Concomitanti inchieste giornalistiche avevano ventilato che i procedimenti giudiziari e l'esclusione di Lula fossero stati causati artificiosamente. Tali sospetti sono stati poi provati nel 2021 da una sentenza del Tribunale Supremo Federale, massima corte brasiliana, che dimostra ed enuncia, oltre la incompetenza territoriale e materiale del tribunale di Curitiba, anche come procuratori e giudici dei processi avevano fabbricato prove false per bloccare l'attività politica di Lula e avessero usato una "parzialità" di giudizio, in particolare da parte del giudice Sergio Moro, che in seguito sarà nominato Ministro della giustizia durante la presidenza Bolsonaro. Tale condotta giudiziaria nei processi contro Lula è stata condannata anche dal Comitato per i diritti umani delle Nazioni Unite.  Il 22 luglio 2018 è annunciato come candidato ufficiale del Partito Social-Liberale alla presidenza della Repubblica. Bolsonaro ottiene anche l'appoggio del Partito Rinnovatore Laburista Brasiliano (PRTB) e indica come vicepresidente il generale Hamilton Mourão. Bolsonaro è stato fortemente sostenuto anche dalle chiese evangeliche brasiliane, pur essendo di religione cattolica.
Tra gli altri principali sostenitori di Bolsonaro si sono segnalati, fin dalle prime battute della campagna elettorale, gli esponenti della finanza e del mondo agrario (i fazendeiros), attratti o dalla capacità di Bolsonaro di cambiare agenda politica rispetto all'era del Partito dei Lavoratori o dalle sue prese di posizione contrarie alle numerose regolamentazioni ambientali che tutelano la ricchissima biodiversità brasiliana e pongono vincoli all’attività economica in campo agricolo, minerario e commerciale nelle delicate regioni protette, prime fra tutte quelle dell’Amazzonia. A favorire l'avvicinamento a Bolsonaro della finanza brasiliana è stata la scelta di Paulo Guedes, esponente della scuola liberale dei Chicago Boys, come ideatore del programma di politica economica del Partito Social-Liberale, fondato su tagli alle imposte, privatizzazioni e liberalizzazioni di servizi a controllo statale. In campo geopolitico, Bolsonaro ha espresso una forte vicinanza agli Stati Uniti e un'aperta ostilità per i regimi politici socialisti latinoamericani, primo fra tutti quello del Venezuela di Nicolás Maduro.
Il 6 settembre 2018 Bolsonaro viene accoltellato durante una manifestazione elettorale a Juiz de Fora da uno squilibrato e, una volta portato in ospedale, viene operato per fermare l'emorragia all'intestino. Alle elezioni del 7 ottobre al primo turno ottiene il 46% dei voti e va al ballottaggio con Fernando Haddad, esponente del Partito dei Lavoratori. Al secondo turno delle elezioni del 28 ottobre ottiene il 55,13% dei voti validi e viene eletto 38º presidente della Repubblica Federale del Brasile.

## Presidente del Brasile (2019-2023)

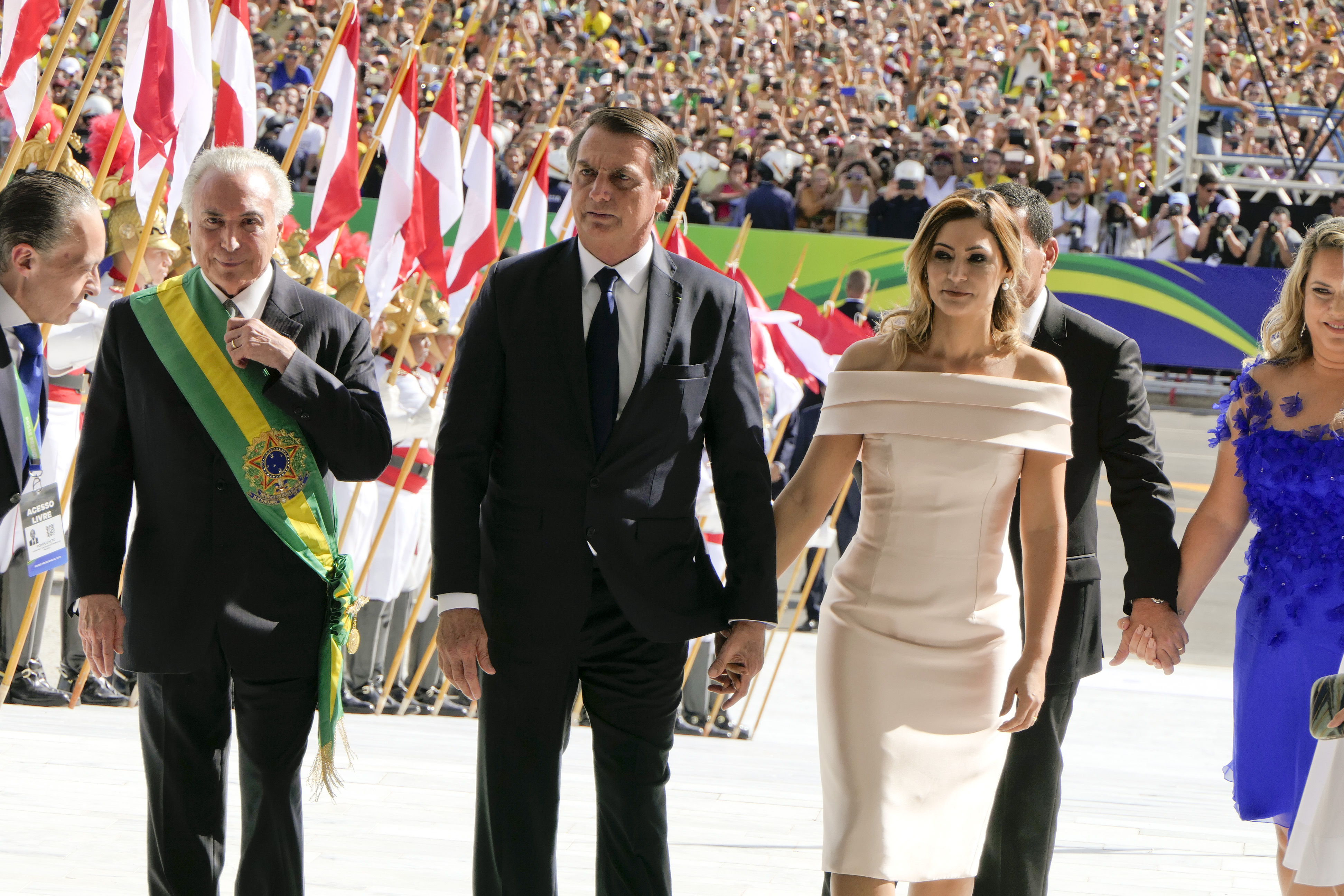
Michel Temer con Bolsonaro e sua moglie Michelle durante l'inaugurazione il 1º gennaio 2019

Bolsonaro è entrato in carica il 1º gennaio 2019, diventando il primo, e finora unico, capo del governo brasiliano ad essere stato in servizio come militare negli anni della dittatura. Nel gabinetto di governo ha nominato esponenti del suo Partito Social-Liberale e di altre formazioni di destra e conservatrici del panorama politico nazionale. Oltre al vicepresidente Hamilton Mourão, il governo comprende otto ministri di provenienza militare, tra cui il ministro della Difesa Fernando Azevedo e Silva. 
Tra le personalità della società civile brasiliana nominata in ruoli di primo piano da Bolsonaro, un ruolo di spicco è stato riservato a Sérgio Moro e Paulo Guedes; il primo, procuratore capo nell'inchiesta giudiziaria Lava Jato che ha fortemente condizionato la politica brasiliana negli anni precedenti l'ascesa di Bolsonaro, è stato nominato Ministro della Giustizia, mentre il secondo, ideatore dell'agenda economica di Bolsonaro, è entrato in carica come Ministro dell'Economia.

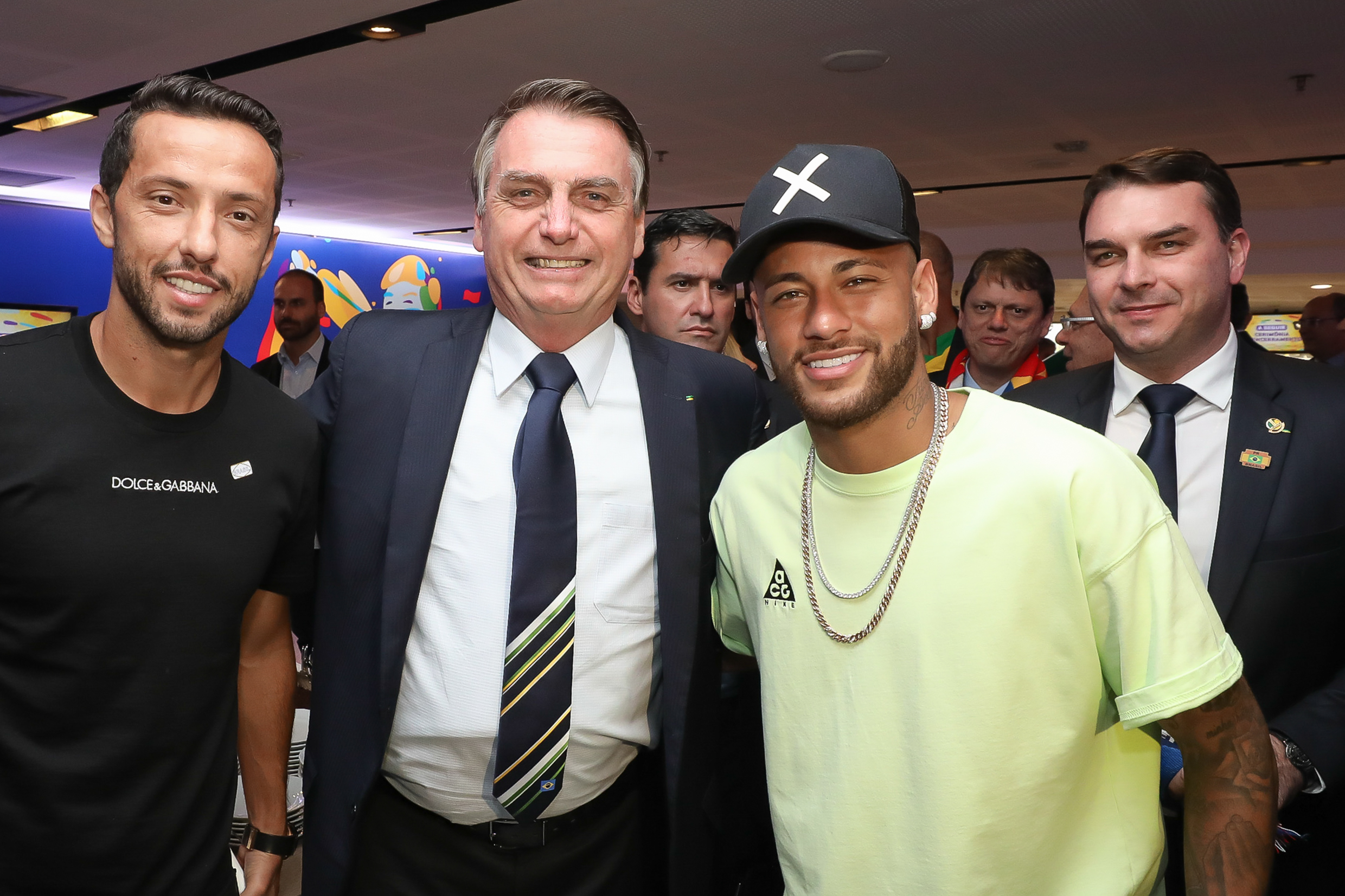
Bolsonaro con Neymar

Non appena insediato, ha promosso azioni volte a diminuire i diritti delle persone omosessuali, bisessuali e transessuali. Uno dei primissimi provvedimenti governativi è stato quello di escludere le persone lesbiche, gay, bisessuali e transgender dal raggio di azione del Ministero delle Donne, della Famiglia e dei Diritti Umani, togliendole dalle linee guida governative per la promozione dei diritti umani, mentre prima erano menzionate accanto alle "donne, i bambini e gli adolescenti, i giovani, gli anziani, i disabili, i neri, le minoranze etniche e sociali".
Una delle sue prime azioni come presidente è stata aumentare il salario minimo da 954 a 998 Real brasiliani.
Inoltre, ha approvato la vendita di 700 000 proprietà statali.
Ha poi perseguito una politica di austerità accolta con favore dai mercati, in particolare approvando una riforma delle pensioni nel 2019. Nel luglio 2019, il governo ha annunciato un "ambizioso" programma di privatizzazione delle aziende statali, citando diciassette società, dal servizio postale alle banche, dalla lotteria alla Casa del Denaro (che stampa le banconote), da Electrobras (il più grande produttore di elettricità dell'America Latina) al porto di Santos (il più grande porto dell'America Latina). Ha inoltre avviato la privatizzazione di alcune attività della compagnia petrolifera Petrobras.
A fine gennaio 2019 il Brasile di Bolsonaro si unisce alla posizione della maggioranza della comunità internazionale nella crisi presidenziale venezuelana disconoscendo il presidente Nicolás Maduro a favore di Juan Guaidó, autoproclamatosi capo dello Stato ad interim.

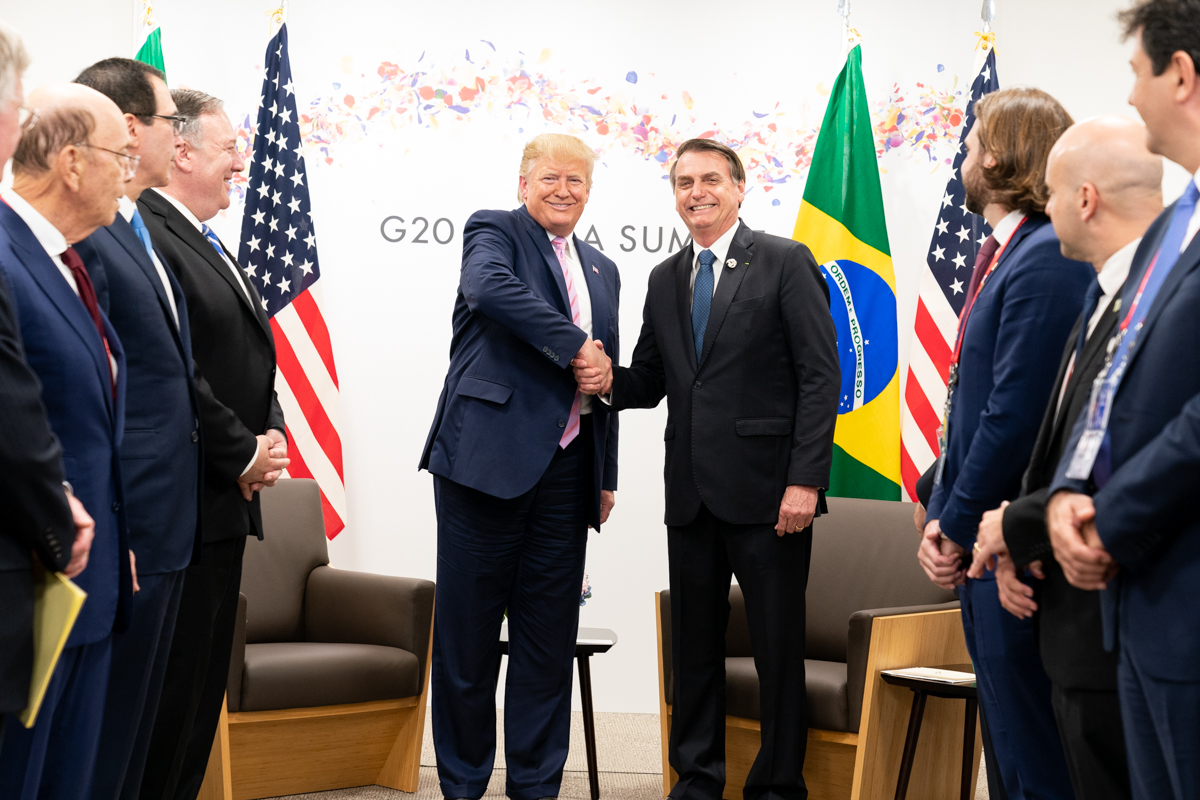
Bolsonaro e Donald Trump al G20 nel 2019

Dopo lo scoppio della pandemia di COVID-19 in Brasile Bolsonaro ha ripetutamente sminuito e negato la gravità della problematica e rinviato a lungo l'imposizione di misure di distanziamento sociale funzionali a limitare l'espansione del contagio. Le sue politiche sanitarie sono state aspramente criticate da membri dell'opposizione e da diversi osservatori internazionali, mentre il religioso e scrittore Frei Betto è arrivato a definire "genocide" le scelte della presidenza, giustificate dalla volontà di evitare un eccessivo tracollo dell'economia per la chiusura delle attività più importanti.
Il 24 aprile 2020 Sérgio Moro ha rassegnato le dimissioni da Ministro della Giustizia, affermando di aver subito tentativi "inaccettabili" di interferenze da parte del Presidente nella sua attività giuridica, avendo peraltro egli istruito inchieste su tre figli di Bolsonaro.
Nel febbraio 2021, difende una proposta di legge per ridurre gli investimenti nell'istruzione e nella sanità. Il governo sta promuovendo anche un disegno di legge per aumentare l'indipendenza della Banca Centrale.
La fame è aumentata in Brasile durante la sua presidenza. Secondo i dati della FAO, la percentuale di brasiliani insicuri dal punto di vista alimentare è passata dal 20% nel periodo 2017-2019 al 29% nel 2019-2021.

### Elezioni presidenziali 2022
Ricandidatosi alle elezioni presidenziali del 2022, nel primo turno elettorale del 2 ottobre 2022 Bolsonaro ottiene il 43,20% dei voti, posizionandosi secondo ed andando al ballottaggio con il candidato del Partito dei Lavoratori, l'ex presidente Lula da Silva, forte del 48,43% dei consensi. Il 30 ottobre 2022 perde il ballottaggio contro Lula, che viene proclamato vincitore con il 50,90% dei voti, nonostante il presidente uscente non abbia pubblicamente accettato e riconosciuto l'esito delle elezioni. È il primo Presidente brasiliano dalla fine della dittatura a non venire rieletto per un secondo mandato.

### Post-presidenza
Prima della fine del suo mandato, Bolsonaro si è recato in Florida, dove attualmente risiede. Durante l'attacco a Praça dos Três Poderes del 2023, quando i suoi sostenitori hanno preso d'assalto la Praça dos Três Poderes, tra cui la Corte Suprema del Brasile, il Congresso Nazionale del Brasile e il Palazzo Presidenziale Planalto, è stato accusato di aver fomentato l'attacco in una conferenza stampa da Lula. Bolsonaro alla fine ha condannato i manifestanti in un tweet e ha negato ogni responsabilità. In un rapporto reso pubblico nel novembre 2024, la polizia federale brasiliana ha presentato prove alla Corte Suprema secondo cui Bolsonaro sarebbe stato direttamente coinvolto nella pianificazione di un colpo di stato per ribaltare il risultato delle elezioni del 2022. Sempre secondo il rapporto, Bolsonaro era inoltre 'pienamente consapevole' di un piano, emerso da dialoghi intercettati, per assassinare Luiz Inácio Lula da Silva.
Il 30 giugno 2023, il Tribunale Supremo Federale ha dichiarato, a maggioranza, Jair Bolsonaro ineleggibile fino al 2030 per abuso di potere politico e uso improprio dei media durante un incontro con gli ambasciatori.
Nel febbraio 2025, la Procura Generale del Brasile ha formalizzato accuse contro Jair Bolsonaro per il suo presunto coinvolgimento nel complotto per ribaltare il risultato delle elezioni presidenziali del 2022. Il procuratore generale Paulo Gonet ha suddiviso i 34 sospettati in cinque diverse denunce penali per accelerare il procedimento giudiziario, con Bolsonaro incluso in un'accusa insieme ad altri sette individui. La strategia mira a ottenere una sentenza prima delle elezioni presidenziali del 2026.
Nella lettera con cui annunciava l'imposizione di pesanti dazi commerciali contro il Brasile, il presidente degli Stati Uniti d'America si è opposto a questo processo, esprimendo un giudizio che ha provocato la reazione brasiliana del presidente Lula.
Nel luglio 2025, la Corte Suprema brasiliana ha imposto un braccialetto elettronico a Bolsonaro a causa del rischio di fuga all'estero dell'ex presidente. È accusato di intralcio alla giustizia per aver cercato di utilizzare le sanzioni statunitensi contro il Brasile per condizionare la revoca dei dazi doganali statunitensi all'archiviazione del procedimento contro di lui. Il magistrato Alexandre de Moraes ritiene che Jair Bolsonaro e suo figlio Eduardo Bolsonaro stiano “incitando, incoraggiando e aiutando un governo straniero a compiere atti ostili contro il Brasile” e stiano “apparentemente cercando di assoggettare il funzionamento della Corte Suprema agli Stati Uniti d'America”. Gli Stati Uniti stanno interferendo nel processo giudiziario e stanno imponendo sanzioni a tutti i giudici coinvolti nel processo e ai loro parenti. Donald Trump ha anche minacciato il Brasile di imporre ulteriori tariffe del 50% se il processo giudiziario contro Jair Bolsonaro non verrà sospeso. Il presidente brasiliano Luiz Inácio Lula da Silva ha denunciato una “misura arbitraria e totalmente infondata da parte degli Stati Uniti” e ha dichiarato che “l'interferenza di un Paese nel sistema giudiziario di un altro è inaccettabile e offende i principi fondamentali di rispetto e sovranità tra le nazioni”.
Nell'agosto 2025, Alexandre de Moraes dispose per Bolsonaro la misura degli arresti domiciliari, ritenendo che avesse violato le restrizioni precedentemente imposte in merito all’utilizzo dei mezzi di comunicazione e ai contatti esterni. L’ex presidente fu così obbligato a rimanere nella propria residenza, senza possibilità di ricevere visite né di utilizzare dispositivi elettronici, salvo autorizzazione specifica da parte del tribunale. 

## Controversie
(Dichiarazione del 1999 sulla dittatura militare)
Bolsonaro è stato accusato dai critici brasiliani e stranieri di fascismo (in senso sudamericano, autoritarismo e neoliberismo), e di aver impostato una campagna elettorale sulla disinformazione ed è stato avvicinato alle idee dell'alt-right statunitense. Forti sospetti, poi provati da successive sentenze, erano sorti circa l'esclusione del suo principale avversario Lula da Silva, accusato di corruzione con prove in seguito rivelatesi false, fabbricate ad arte da giudici e procuratori vicini e sostenitori di Bolsonaro e sentenze pilotate, soprattutto per l'operato del giudice Sergio Moro, poi nominato Ministro della Giustizia da Bolsonaro.  Per protestare contro la sua campagna, si è formato sui social network il movimento #EleNão (in portoghese: "non lui"), che è sfociato in un insieme di manifestazioni guidate da donne in diverse regioni del Brasile e, con minore intensità, in altri Paesi.
Soprannominato il «Trump brasiliano» e paragonato per i suoi modi di fare al filippino Rodrigo Duterte, Bolsonaro è noto per numerose dichiarazioni controverse. Ha espresso apprezzamenti per la dittatura militare, dichiarazioni di disprezzo verso i parenti dei desaparecidos e posizioni estremamente reazionarie e conservatrici su questioni come l'omosessualità, la parità di genere, il razzismo verso i neri, gli indios, il Massacro di Carandiru, i non cristiani, la violenza sessuale, il porto d'armi, l'aborto, l'immigrazione e l' ambientalismo. 
(giugno 2011)
(ottobre 2002)
Bolsonaro ha espresso il suo sostegno alla tortura contro i trafficanti di droga e gli autori di sequestri di persona, e alla pena di morte per l'omicidio premeditato.

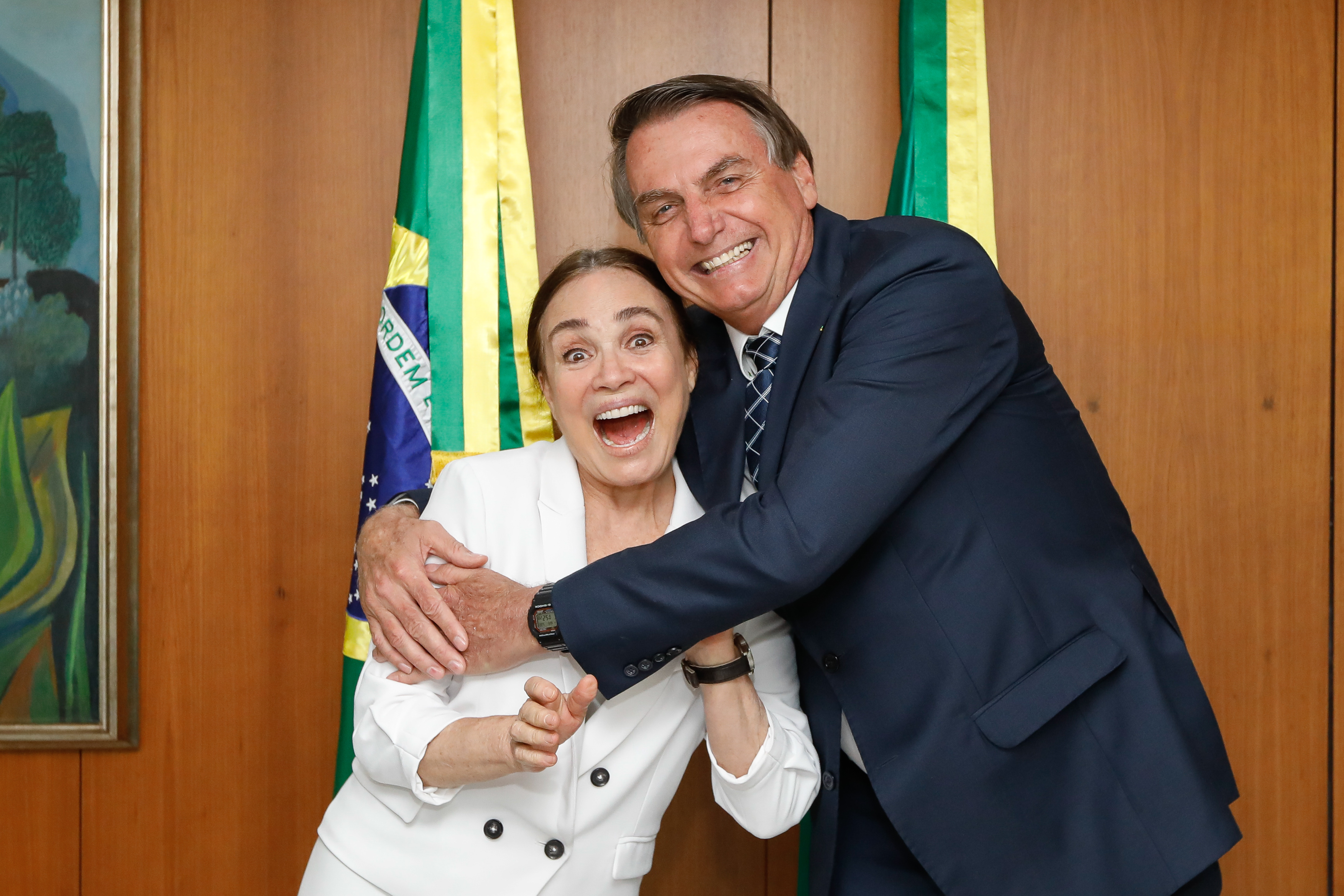
Jair Bolsonaro con Regina Duarte

Nel mese di agosto 2019 Bolsonaro viene attaccato dai media a livello globale a seguito di un incendio scoppiato nella Foresta amazzonica, salito all'attenzione internazionale grazie a immagini di San Paolo completamente al buio alle tre del pomeriggio a causa del fumo il 20 agosto, dopo circa quattordici giorni dai primi focolai. Nonostante i toni allarmistici con cui è stato riportato l'accaduto, i dati raccolti dal satellite Aqua della NASA mostrano che, alla fine di agosto 2019, il totale degli incendi occorsi nel bacino dell'Amazzonia era prossimo alla media dei 15 anni precedenti e complessivamente inferiori rispetto al periodo 2000-2007. Ciononostante la notizia, diffusasi soprattutto sui social network e senza riferimento ai dati NASA, ha scatenato una grande mobilitazione pubblica oltre a un forte sdegno, soprattutto riguardo alle ipotesi di colpevolezza del presidente, considerato diretto responsabile anche da altri politici, come Emmanuel Macron. Secondo tali congetture Bolsonaro, notoriamente vicino ad agricoltori e proprietari terrieri, avrebbe esortato i membri di tali categorie ad appiccare l'incendio con i suoi discorsi riguardo all'economia, come dimostrato il 10 agosto 2019 con un picco di incendi nelle località di Novo Progresso e Altamira.
Feroci critiche, anche a livello internazionale, sono arrivate a Bolsonaro a partire dal marzo 2020 per la gestione della pandemia di COVID-19 in Brasile. Inizialmente il presidente definì la malattia una "febricciuola", affermando che l'economia non poteva fermarsi, ponendosi su una posizione estremamente negazionista del pericolo da COVID-19 e scontrandosi apertamente con i governatori federali, che avevano deciso di limitare il diffondersi del virus con misure di confinamento. In aprile Bolsonaro ha destituito il ministro della salute Luiz Henrique Mandetta, con il quale da giorni era ai ferri corti per la gestione della pandemia in Brasile. Il ministro chiedeva misure più drastiche per contenere i contagi, mentre da parte sua il presidente continuava a definire il coronavirus una banale influenza che avrebbe colpito più che altro gli anziani, dimostrandosi preoccupato esclusivamente delle perdite economiche causate dai lockdown. In un sondaggio tra i brasiliani fatto da Datafolha, il 76% si è dichiarato concorde con la gestione di Mandetta. Nonostante l'aumento di casi di contagiati e morti in Brasile nel mese di maggio e nonostante l'Università di Washington in uno studio avesse stimato che in agosto i morti in Brasile sarebbero stati oltre 80 000, Bolsonaro continuò a non ammettere i problemi derivanti dalla pandemia ed a ripetere che ciò che contava era ripartire, o la gente sarebbe scesa per strada per la fame. Dopo nemmeno un mese da quando Bolsonaro aveva licenziato Mandetta e lo aveva sostituito con Nelson Teich, il nuovo ministro della salute si è dimesso il 15 maggio per incompatibilità con il presidente stesso sulla gestione della pandemia.
Ha anche proposto di eliminare l'educazione sessuale dalle scuole.
Nel dicembre 2021 il Tribunale supremo federale ha aperto un'indagine su Bolsonaro per aver affermato che il vaccino anti COVID-19 favorirebbe l'AIDS e per presunti collegamenti tra lui e un gruppo d'odio che portava avanti fake news sui vaccini e si mostrava favorevole ad un colpo di Stato militare in Brasile.

## Vita privata
Bolsonaro si è sposato tre volte e ha avuto cinque figli. La prima moglie è stata Rogéria Nantes Braga, con la quale ha avuto tre figli: Flávio, Carlos ed Eduardo. Il secondo matrimonio è stato con Ana Cristina Valle, con la quale ha avuto un figlio, Renan. Nel 2007 ha sposato la terza e attuale moglie, Michelle de Paula Firmo Reinaldo, con la quale ha avuto una figlia, Laura.
Il figlio Eduardo ha seguito le orme paterne in ambito politico e nel 2018 è stato eletto al parlamento federale (con 1 843 000 preferenze è stato il deputato più votato nella storia del Brasile).
Mentre lavorava al Congresso, Bolsonaro assunse come segretaria la moglie Michelle, la quale nei due anni successivi ricevette promozioni insolite e lo stipendio più che triplicato. È stato costretto a licenziarla dopo che il Supremo tribunale federale ha stabilito che il nepotismo è illegale nella pubblica amministrazione. Nel 2018 Bolsonaro e la moglie vivevano a Barra da Tijuca, quartiere di Rio de Janeiro.

### Motto personale
Il motto personale di Bolsonaro, da lui deciso nel 2016, è un versetto del Vangelo di Giovanni: "E conhecereis a verdade, e a verdade vos libertará" ("La verità ti farà libero", Gv 8,32).